# 1100 Bel Air Place
1100 Bel Air Place è un album in studio del cantante spagnolo Julio Iglesias, pubblicato nel 1984.

## Tracce
1. All of You (con Diana Ross) – 3:57 (Cynthia Weil, Julio Iglesias, Tony Renis)
2. Two Lovers – 4:23 (Paul Jabara, Jay Asher)
3. Bambou Medley: Il Tape sur des Bambous/Jamaica – 3:48 ("Il Tape sur des Bambous": Didier Barbelivien, Phillipe Lavil & Michael Heron; "Jamaica": Julio Iglesias, Michel Colombier & Albert Hammond)
4. The Air That I Breathe (con The Beach Boys) – 4:16 (Hammond, Michael Hazelwood)
5. The Last Time – 3:36 (Iglesias, Panzer, Manuel De La Calva, Ramon Arcusa)
6. Moonlight Lady – 4:10 (Hammond, Carole Bayer Sager)
7. When I Fall in Love – 3:27 (Edward Heyman, Victor Young)
8. Me Va, Me Va – 6:03 (Ricardo Ceratto; testo in inglese: Albert Hammond)
9. If (E poi) – 3:09 (David Gates; testo in italiano: F. Testa)
10. To All the Girls I've Loved Before (con Willie Nelson) – 3:30 (Hammond, Hal David)